# Ce silence
Singles de Natasha St-Pier
Un ange frappe à ma porte
(2006) Tant que j'existerai
(2006)
Clip vidéo
[vidéo] « Ce silence », sur YouTube
Pistes de Longueur d'ondes
Longueur d'ondes
(2) J'oublie
(4)
Ce silence est une chanson interprétée par la chanteuse néo-brunswickoise Natasha St-Pier sortie en single. 

## Informations sur le single
Écrit par Asdorve, et Natasha St-Pier et produit par Volodia, Asdorve et Pascal Obispo, c'est le deuxième single du cinquième album de la chanteuse canadienne Natasha St-Pier Longueur d'ondes (2006), il est sorti le 19 juin 2006. En France, le single a fait ses débuts au numéro 30 sur l'édition Charts du 24 juin 2006, il est resté dix huit semaines dans le top 100. En Belgique, le single est monté au numéro 25 en Wallonie pour y rester 11 semaines dans les charts.
La chanson a été incluse dans le meilleur de Tu trouveras... 10 ans de succès (Best of) de la chanteuse acadienne, sorti en novembre 2009, sur lequel elle apparaît comme le douzième morceau.

## Liste des titres
| No | Titre                                                    | Auteur                      | Durée |
| -- | -------------------------------------------------------- | --------------------------- | ----- |
| 1. | Ce silence                                               | Natasha St-Pier / Asdorve   | 3:41  |
| 2. | True Colors                                              | Billy Steinberg - Tom Kelly | 3:55  |
| 3. | Un ange frappe à ma porte (Mr Sam Divine Interpretation) | Asdorve                     | 3:57  |

## Classements hebdomadaires
| Classement (2002)                       | Meilleure position |
| --------------------------------------- | ------------------ |
| Belgique (Wallonie Ultratop 50 Singles) | 25                 |
| France (SNEP)                           | 28                 |